# Anneleen Van Bossuyt
Anneleen Van Bossuyt (Gand, 10 gennaio 1980) è una politica belga della Nuova Alleanza Fiamminga ed è stata un'europarlamentare del Gruppo dei Conservatori e dei Riformisti Europei dal gennaio 2015 al luglio 2019.
È stata membro della Commissione per il mercato interno e la protezione dei consumatori (IMCO).